# Eduard Houbolt
Eduard Johannes Fredericus Houbolt (Delft, 9 augustus 1885 – Den Haag, 14 januari 1954) was een Nederlands kunstschilder, etser, tekenaar en publicist. 

## Biografie
Houbolt werd geboren in Hof van Delft als zoon van Willem Frederik Houbolt en Johanna Maria Margaretha van der Hoeven. In 1918 trouwde Houbolt met Francisca Nowee. Dit huwelijk werd in 1938 ontbonden.
Nadat Houbolt werd afgekeurd voor militaire dienst, legde hij zich toe op schilderkunst. Van 1905 tot 1908 genoot hij opleiding aan de Koninklijke Academie van Beeldende Kunsten in Den Haag voor het M.O-akte tekenen. Aangezien zijn ouders een artiestenbestaan kansloos vonden, stopte hij met zijn opleiding om vervolgens een kantooropleiding te volgen. Daarna was Houbolt enige tijd werkzaam in het kantoor van een voertuigengroothandel. 
Toch koos de jonge Houbolt voor een carrière als kunstenaar. In 1910 kreeg hij zijn eerste particuliere opdrachten.
In 1911 nam hij deel aan een tentoonstelling bij de Leidsche Kunstvereeniging. Zijn portrettekeningen werden geroemd door de pers, echter zijn schilderkunst werd bestempeld als onrijp. Houbolt was naast schilderen en tekenen een bedreven etser. Zijn etsen liet hij drukken door Johan D. Scherft.
Sindsdien werd zijn werk in vele andere tentoonstellingen vertegenwoordigd in Rotterdam, Amsterdam en Den Haag. 
In 1917 kreeg Houbolt een half jaar schilderles van Frits Jansen.
In 1924 verbleef Houbolt een jaar in Parijs. In 1926 publiceerde hij over zijn tijd in Parijs in het artikel "Wandelingen door Montmartre met schilderskist en teekenboek" in het Elsevier's Geïllustreerd Maandschrift. Na Parijs heeft Houbolt tien jaar in België gewoond (in Brugge en Antwerpen). In 1939 vestigde hij zich definitief in Den Haag.
Houbolt deed onderzoek naar de schilderijen van Johannes Vermeer. Zo meende hij dat er rechtsonder op het schilderij Gezicht op Delft schepen te zien zijn van een eerdere verflaag. Daarnaast maakte Houbolt een studie over de locatie waar Vermeer Het straatje zou hebben geschilderd. Zijn theorie hierover bleek echter onjuist te zijn.
Houbolt overleed op 68-jarige leeftijd in Den Haag. Hij werd begraven op begraafplaats Oud Eik en Duinen.

## Galerij

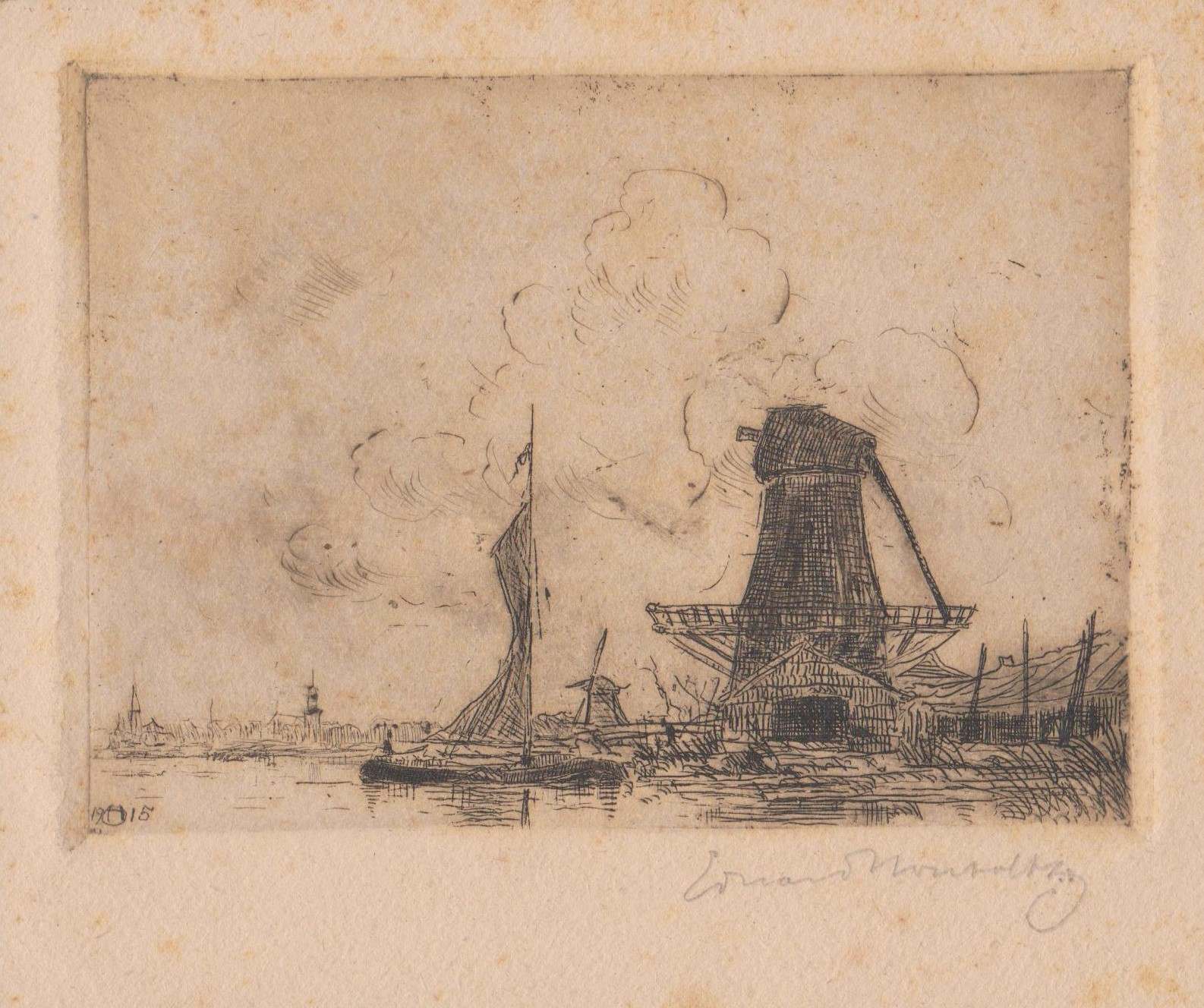
Molen zonder wieken (ets, 1915)
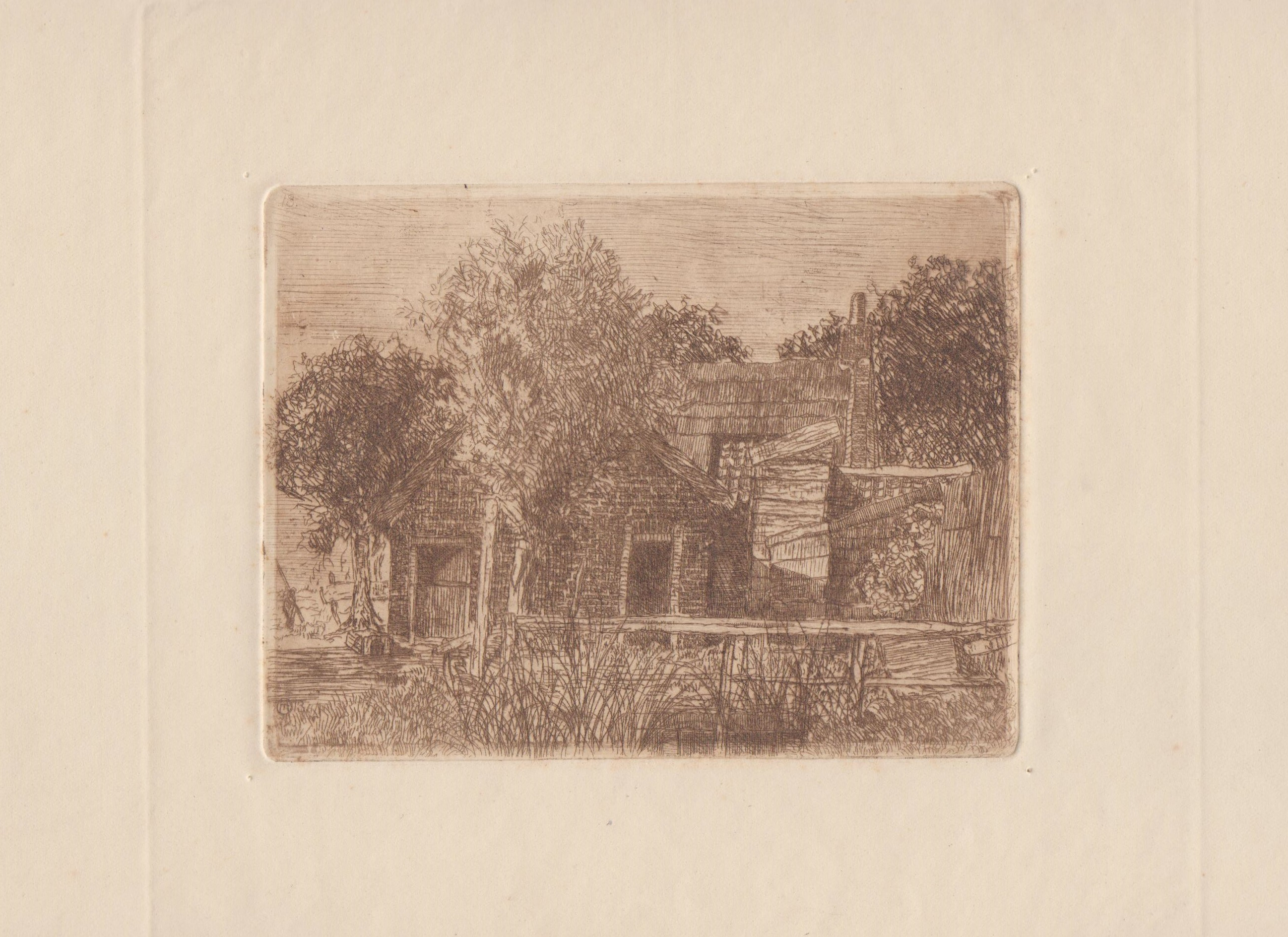
Huis met schuren (ets, 1913)
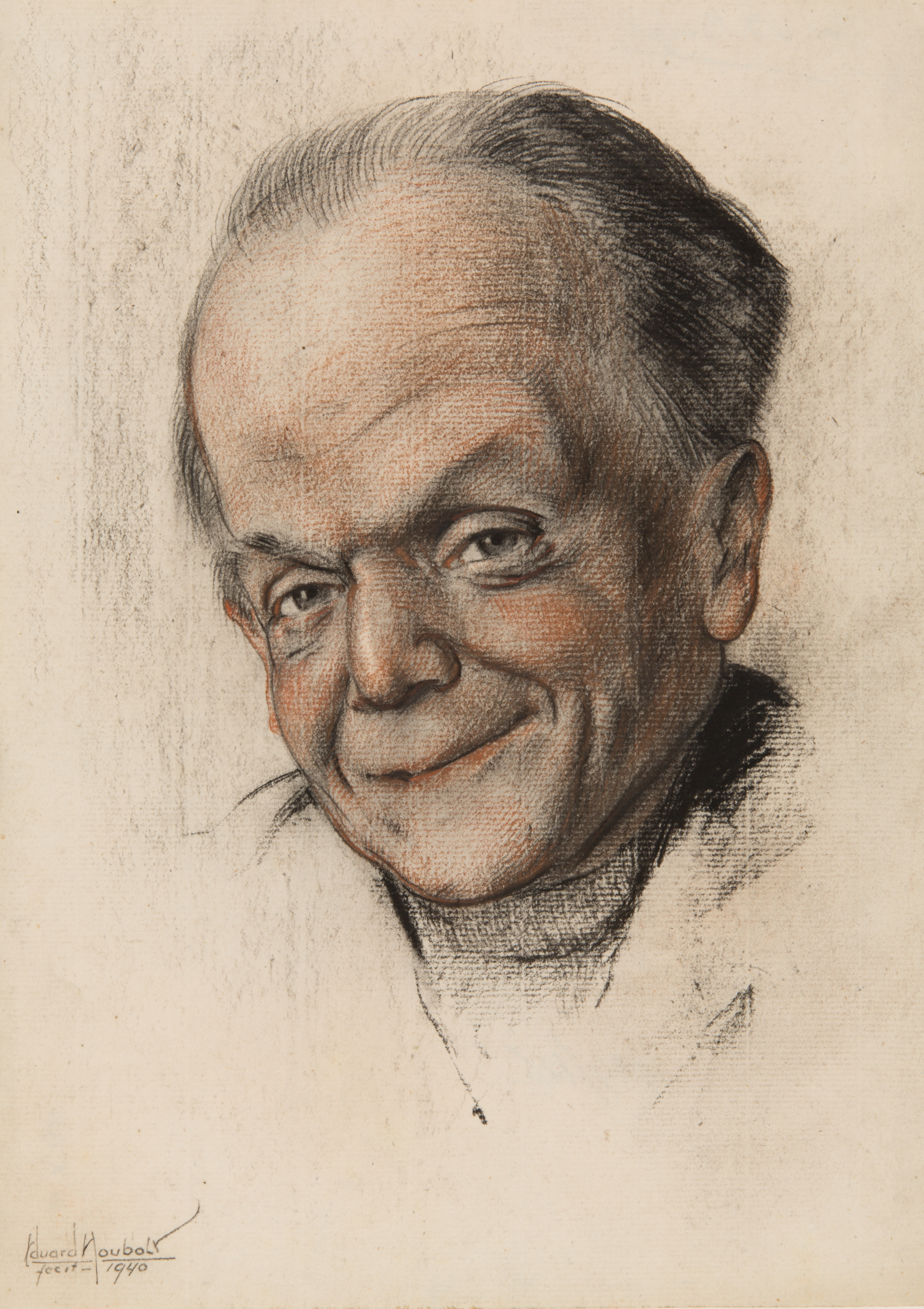
Portret van Jos van den Berg (tekening, 1940)

- Biografisch Portaal: 69293164
- Nederlandse Thesaurus van Auteursnamen: 071358005
- RKD-Nederlands Instituut voor Kunstgeschiedenis: 39947
- Union List of Artist Names: 500015453
- Virtual International Authority File: 95775783
- WorldCat: E39PBJqk46MYTdRKvCQgdC9kXd